# Liste der Europastraßen in Österreich

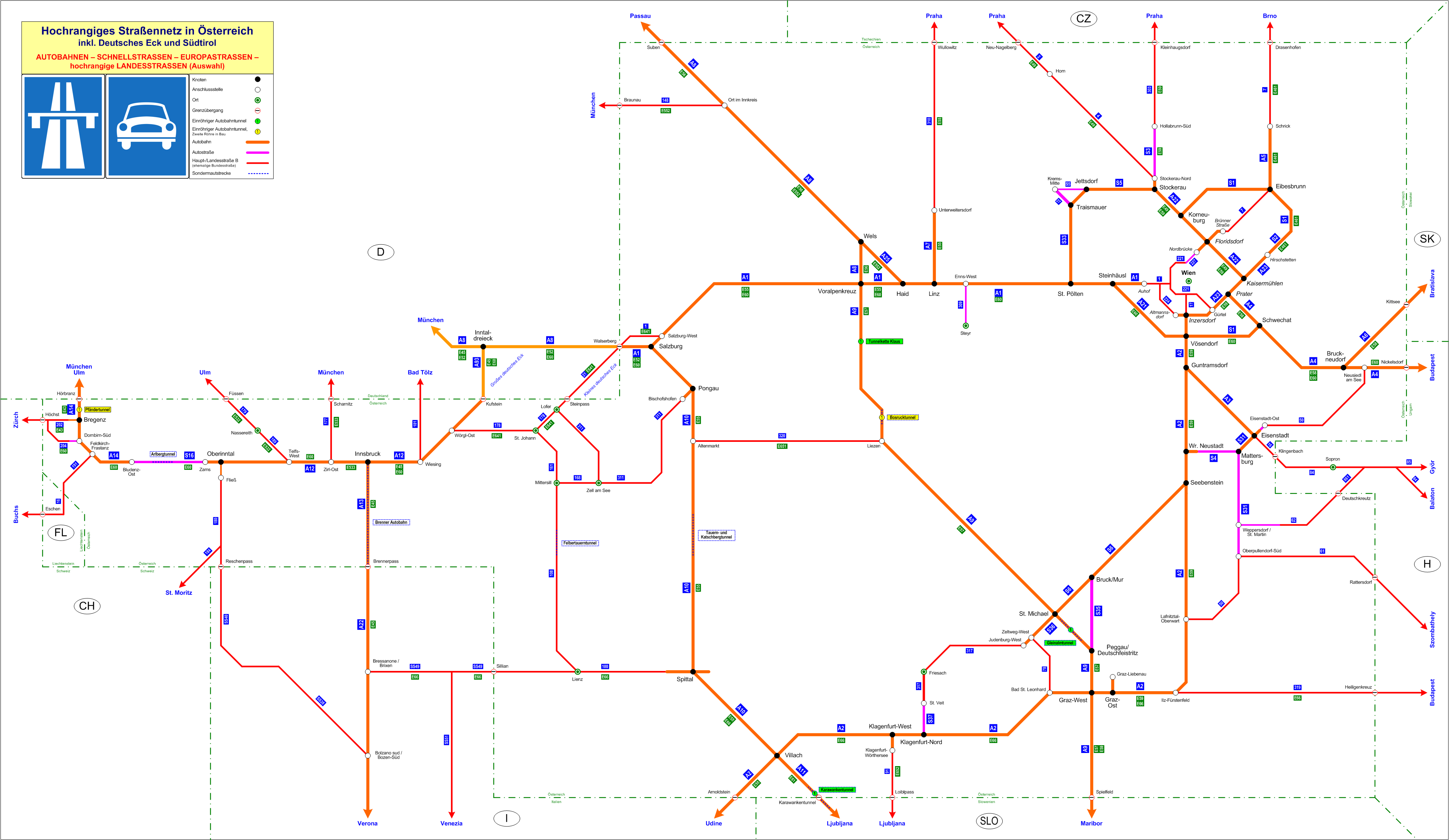
Hochrangiges Straßennetz in Österreich

Nach oder durch Österreich führen 19 Europastraßen. Diese werden gemäß Wirtschaftskommission für Europa (UNECE) wie folgt gruppiert.
Kategorie A (Hauptstraßen)
- West-Ost-Verbindungen (gerade Nummern):
  - Hauptverbindungen (Endziffer 0): E 60 (u. a. über Inntal Autobahn und West Autobahn)
  - Nebenverbindungen: E 52, E 56, E 58, E 66
- Nord-Süd-Verbindungen (ungerade Nummern)
  - Hauptverbindungen (Endziffer 5): E 45 (über Inntal Autobahn und Brenner Autobahn), E 55 (über die Tauern Autobahn)
  - Nebenverbindungen: E 43, E 49, E 57, E 59, E 61

Kategorie B (Verbindungsstraßen)
Die sieben Straßen der Kategorie B (dreistellige Nummern) haben lediglich regionale Bedeutung, wobei die Europastraße 651 ausschließlich in Österreich liegt.

Das Netz der Europastraßen hat in Österreich eine Länge von rund 2250 Kilometern (Stand 2010), wovon der größte Teil auf Autobahnen entfällt; knapp 100 Kilometer führen über Schnellstraßen und etwa 500 Kilometer über Landesstraßen.
| Nummer | Verlauf |
| ------ | --- |
| E43    | Würzburg – Hörbranz – Bregenz (Citytunnel) – – Höchst – Bellinzona |
| E45    | Karesuvanto – Kiefersfelden – Innsbruck Amras – Brenner – Gela |
| E49    | Magdeburg – Neunagelberg – Horn Ost – – Stockerau Nord – – Stockerau West – – Wien Kaisermühlen – Wien Prater (A 4)                                                                   |
| E52    | Straßburg – Walserberg – Salzburg (A 10) |
| E55    | Helsingborg – Wullowitz – Freistadt Nord – – Unterweitersdorf – Linz – Salzburg – Villach – Arnoldstein – Kalamata                                                                    |
| E56    | Nürnberg – Suben – Voralpenkreuz (A 1, A 9) |
| E57    | Voralpenkreuz (A 1, A 8) – – Spielfeld – Ljubljana |
| E58    | Wien Prater (A23) – – Bruckneudorf – Kittsee – Rostow am Don |
| E59    | Jihlava – Kleinhaugsdorf – Guntersdorf – Stockerau West – – Wien Kaisermühlen – – Wien Inzersdorf – Graz West – – Spielfeld – Zagreb                                                  |
| E60    | Brest – Höchst – Bregenz (Citytunnel) – – Bludenz-Montafon – Zams – Kiefersfelden – Großes deutsches Eck – Walserberg – Steinhäusl – Vösendorf – Schwechat – Nickelsdorf – Irkeschtam |
| E61    | Villach (A 2, A 10) – – Karawankentunnel – Rijeka |
| E66    | Brixen – Sillian – Lendorf – Villach – Riegersdorf – Rudersdorf – Heiligenkreuz – Székesfehérvár                                                                                      |
| E461   | Svitavy – Drasenhofen – Poysdorf Nord – – Eibesbrunn – Wien Süßenbrunn – – Wien Hirschstetten – Wien Kaisermühlen (A 22)                                                              |
| E532   | Memmingen – Füssen – Nassereith Süd – – Telfs West (A 12) |
| E533   | München – Scharnitz – Zirl Ost – – Innsbruck Wilten – Innsbruck Bergisel (A 13) |
| E552   | München – Braunau – Ort – Wels – Haid (A 1) |
| E641   | Wörgl Ost (A 12) – – Steinpass – Kleines deutsches Eck – Walserberg (B 1) |
| E651   | Ennstal (A 10) – – Radstadt – Selzthal (A 9) |
| E652   | Klagenfurt Villacher Straße – – Loibltunnel – Kranj |